# Dżudda
Dżudda, Dżedda (arab. ‏جدّة‎, Ǧudda) – miasto w zachodniej części Arabii Saudyjskiej, w prowincji Mekka, nad Morzem Czerwonym. Główny ośrodek przemysłowy, handlowy i kulturalny kraju. W mieście działa rafineria ropy naftowej, walcownia żelaza, huta aluminium, stocznia, a także fabryki artykułów chemicznych, wełnianych, skórzanych, mebli. Stanowi ono także główny port handlowy kraju nad Morzem Czerwonym (naftowy, kontenerowy), ważny port pasażerski (główny punkt tranzytowy pielgrzymek do Mekki) oraz rybacki. W 2017 r. liczyła 4 296 000 mieszkańców. Obecnie trwa budowa Jeddah Tower – pierwszego na świecie wieżowca mierzącego ponad kilometr.

## Historia

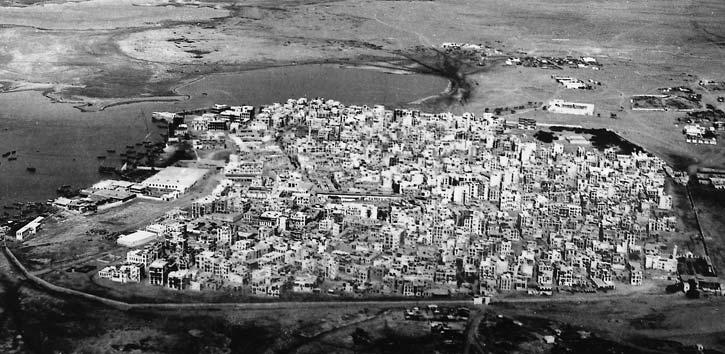
Dżudda w 1938 r.

Wykopaliska w dzielnicy Al-Balad wskazują, iż miasto zostało założone przez przybyszów z terenów obecnego Jemenu ok. 500 roku p.n.e. wpierw jako wioska rybacka. Inne badania wykazały, że obszar ten był zamieszkany wcześniej, już w epoce kamienia. Tereny te zostały odwiedzone przez Aleksandra Wielkiego. Dżudda nabrała znaczenia w 647 roku, gdy trzeci kalif Usman ibn Affan uczynił z miasta port przyjmujący pielgrzymów przybywających do Mekki. Z racji bycia bramą do świętego miasta, wielokrotnie była podbijana. W 969 r. Fatymidzi przejęli kontrolę nad Egiptem i rozszerzyli swe wpływy na sąsiednie rejony w tym Dżuddę. Rozwinęli w tym czasie szlaki handlowe łączące basen Morza Śródziemnego i Ocean Indyjski, przy wykorzystaniu Morza Czerwonego. Następnie miasto wchodziło w skład różnych imperiów. W 1177 r. – Ajjubidów, w 1254 r. – Sułtanatu Mameluków, a w 1517 r. – Imperium Osmańskiego. Turcy wzmocnili mury obronne miasta, aby chronić się przed atakami Portugalczyków, którzy w tym okresie odwiedzali te tereny podczas wypraw do Indii. W 1802 r. miasto zajęli walczący o oderwanie od Imperium Osmańskiego żołnierze, ale Turcy odzyskali miasto w 1813. Podczas I wojny światowej Said Husajn ibn Ali próbował ponownie uniezależnić się od Turków, a także stworzyć wielkie państwo od Syrii do Jemenu. Założył w czerwcu 1916 r. sprzymierzone z państwami ententy Królestwo Hidżazu i walczył z Ibn Saudem o terytorium. Zrezygnował w 1924 r. po upadku Mekki, a jego syn stanął na czele ziem pozostałych w królestwie. Kilka miesięcy później Dżuddę ostatecznie przejął Ibn Saud i wcielił do nowo powstałego państwa w grudniu 1925 r.

## Geografia
Miasto ograniczone jest przez Morze Czerwone od zachodu oraz Góry Sarawat od wschodu. W rejonie nie ma rzek i dolin, ale niedaleko miasta leżą zatoki Sharm Ob’hur i Sharm Salman. Miasto rozbudowane jest wzdłuż osi północ-południe, na dystansie około 60 kilometrów. Klimat w mieście jest suchy i gorący, a w Dżuddzie, w przeciwieństwie do innych miast Arabii Saudyjskiej, wysokie temperatury panują także w zimie. Średnia temperatura w styczniu wynosi ok. 22 °C, a w lipcu 33 °C. Opady deszczu są sporadyczne i najczęściej występują w grudniu. Najniższą temperaturą zanotowaną w Dżuddzie są 3 °C w 1995 r. Średni roczny opad wynosi zaledwie 67 mm, ale zdarzają się gwałtowne burze z gradem. Latem zdarzają się burze piaskowe niosące piasek z pustyni na Półwyspie Arabskim.
Dużym problemem miasta jest zanieczyszczenie powietrza, a także często zdarzające się pożary.

## Gospodarka
Dżudda leży w sercu Bliskiego Wschodu i Afryki Północnej, a wszystkie stolice regionu znajdują się w odległości dwugodzinnego lotu samolotem. Jest drugim centrum handlu w rejonie, po Rijadzie i czwartym co do wielkości ośrodkiem przemysłowym. Ekonomicznym centrum miasta jest ulica Króla Abdullaha, gdzie swoje siedziby mają jedne z największych saudyjskich firm jak np. Emaar Middle East i Al-Farsi. Inna ważną ulicą jest Tahlia, gdzie znajduje się wiele ekskluzywnych sklepów m.in. Prada, Gucci, Burberry, Chanel i Giorgio Armani.
W 2001 r. miejscowy port przyjmował 55% importu Arabii Saudyjskiej i wysyłał 5% eksportu. Co piąta firma Królestwa była zarejestrowana w Dżuddzie, tj. około 90 000 przedsiębiorstw, w tym 40 ze 100 największych firm.
Miasto jest siedzibą wielu organizacji:
- Islamski Bank Rozwoju
- Organizacja Współpracy Islamskiej
- Forum Ekonomiczne Dżudda
- Organizacja Praw Człowieka Arabii Saudyjskiej
- Międzynarodowa Islamska Agencja Informacyjna

## Demografia
Miasto uznawane jest za najbardziej liberalne i kosmopolityczne w całym kraju z racji spotykania się tu pielgrzymów przez wiele wieków. Część odwiedzających osiedlała się tutaj, przez co Dżudda jest bardziej zróżnicowana etnicznie niż inne miasta kraju. Boom naftowy z ostatnich 50 lat spowodował napływ kolejnych imigrantów z Europy, Ameryki Północnej i Azji Południowo-Wschodniej. Mieszkają tu także arabscy chrześcijanie głównie z Libanu, Syrii i Egiptu. Jednak żaden niemuzułmanin nie jest oficjalnie obywatelem miasta, a tylko pracownikiem danego przedsiębiorstwa. Większość mieszkańców to sunnici z tego powodu w mieście znajduje się ponad 1300 meczetów, a nie ma żadnego kościoła, synagogi czy innego miejsca kultu. Publiczne propagowanie innej religii jest surowo zakazane.

## Infrastruktura

### Transport
Miasto jest ważnym węzłem komunikacyjnym, krajowym i międzynarodowym, z uwagi na duży port lotniczy i morski i sąsiedztwo Mekki. Co roku przewijają się przez nie miliony pielgrzymów udających się właśnie do Mekki.
Najważniejsze drogi krajowe:
- nr 5: Hakl – Dżizan
- nr 15: Medyna – Mekka
- nr 40: Dżudda – Rijad – Dammam

### Transport publiczny
Miasto boryka się z licznymi zatorami ulicznymi, szczególnie w godzinach szczytu, mimo że główne arterie drogowe są kilku jezdniowe. Miasto posiada szczątkowy system komunikacji publicznej, używany przez 4% mieszkańców (96% używa samochodu).
Jedenastego marca 2013 roku rząd zaakceptował plan wart 12 miliardów USD budowy systemu takiego systemu transportu miejskiego:
- 3 linie tramwajowe, łącznie 208 wagonów:
  - linia pomarańczowa, długości 67 kilometrów z 22 przystankami, od Makkah Road to Obhur, z odgałęzieniem przy ulicy Sari.
  - linia niebieska, długości 24 kilometrów z 17 przystankami, od lotniska do stacji kolejowej Haramin
  - linia zielona, długości 17 kilometrów z 7 przystankami, od esplanady Corniche przez ulicę Palestyńską (Palestine Street) i stare lotnisko, do stacji kolejowej Haramin
- autobusy: 816 autobusów z 2950 przystankami
- transport wodny: 10 przystanków

Studium wykonalności wykonała kanadyjska firma konsultingowa. Budowa ma potrwać do 2030 roku.

### Woda i kanalizacja
Około 70% gospodarstw domowych w mieście nie jest podłączonych do kanalizacji. Nieczystości, nawet z dużych obiektów jak hotele, wywozi się cysternami.
Wiele budynków nie posiada również podłączenia do wodociągów. National Water Company, firma wodociągowa, dostarcza na zamówienie dziennie ponad 2000 beczkowozów wody. Sieć wodociągowa w mieście, podobnie jak w innych dużych miastach Arabii, jest przestarzała. Od 2009 roku National Water Company naprawiła w Dżuddzie 64 000 zgłoszonych nieszczelności. Podobne naprawy przeprowadzone również Rijadzie, Mekkce i Tadżif, pozwoliły na zaoszczędzenie 314 milionów m³ wody.
W 2014 roku około Briman, w pobliżu lotniska, miał powstać pierwszy etap rezerwuaru wodnego dla Dżuddy, o pojemności 1,5 mln m³. Ukończony zbiornik ma dostarczać 6 milionów m³. Wartość projektu określona została na 590 mln USD.

## Sport
Głównym sportem w mieście jest piłka nożna.
Siedzibę ma tu najstarszy klub sportowy Arabii Saudyjskiej – Ittihad FC założony w 1927, a także Al-Ahli Dżudda założony w 1937. Są to jedne z najlepszych drużyn nie tylko w kraju, ale i na kontynencie.
W mieście znajduje się wiele stadionów:
- Prince Abdullah al-Faisal Stadium
- Prince Sultan bin Fahd Stadium
- KAU Stadium
- Air-Defense Forces Stadium
- Schools League Stadium
- King Abdullah Stadium (under construction)

## Uczelnie w mieście
- Uniwersytet Króla Abdullaha
- Otwarty Arabski Uniwersytet
- Pakistański Międzynarodowy Uniwersytet
- Międzynarodowy Amerykański Uniwersytet w Dżuddzie
- Dżuddyjska Szkoła Japońska
- German International School Jeddah
- Al-Thager Model School
- Cedar International School[9]

## Zabytki i muzea
- Al-Balad – stare miasto z prowadzonymi wykopaliskami – stanowi przedmiot wniosku Arabii Saudyjskiej o wpisanie na listę światowego dziedzictw UNESCO
  - Grobowiec Ewy – rzekomy grób biblijnej Ewy. Niedostępny dla zwiedzających ani pielgrzymów[4].
  - Meczety:
    - Meczet Al-Shafei – najstarszy zachowany meczet w mieście; położony przy ulicy Al-Jameah (Harrat Al-Mazloum). Ma kształt czworoboczny z otwartym dziedzińcem. Minarety z XIII wieku[10].
    - Meczet Al-Mimar[11]
    - Meczet Uthmana Bin Affana (inaczej meczet Al-Abanous) – położony również w rejonie Harat Al-Mazloum, rozpoznawalny po kolumnach z kości słoniowej; wspominany w XIV wiecznych pracach Ibn Battuta[10].
    - Meczet Akkasz
- Corniche – 30 kilometrowa esplanada wzdłuż Morza Czerwonego, popularne miejsce spacerowe i rozrywkowe, uważane za największą atrakcję turystyczną miasta[4]
  - Meczet Fatima Al-Zahra, tzw. „pływający meczet”, położony na spacerowym odcinku wybrzeża Morza Czerwonego, Corniche
  - Fontanna Króla Fahda – najwyższa na świecie fontanna[4]
  - muzeum rzeźby na wolnym powietrzu – prace artystów, jak Henry Moore, Joan Miro, Victor Vasarely, rozmieszczone wzdłuż esplanady[4]
  - Pałac Khuzam – pałac z dwuwieżową bramą wjazdową, budowany w latach 1928–1935, obecnie muzeum antyków i dziedzictwa[12]
  - Muzeum Abdul Raouf Khalil[4] – muzeum historii cywilizacji arabskiej i miasta
  - Jeddah Science Oasis – centrum nauki[4]
  - letni Jeddah Festival[4]

Cechą charakterystyczną są różnego rodzaju rzeźby i instalacje (autorstwa na przykład Julio Lafuente, Sylvestre Giovanni) umieszczone na rondach lub pasach zieleni oddzielających kilkujezdniowe ulice.

### Nieistniejące
- Meczet Al-Basha w rejonie Harat Al-Sham zbudowany w 1735 przez zarządcę Dżuddy Paszę Bakr. Zburzony w 1978. Na jego miejscu powstał nowy meczet[10].

## Galeria

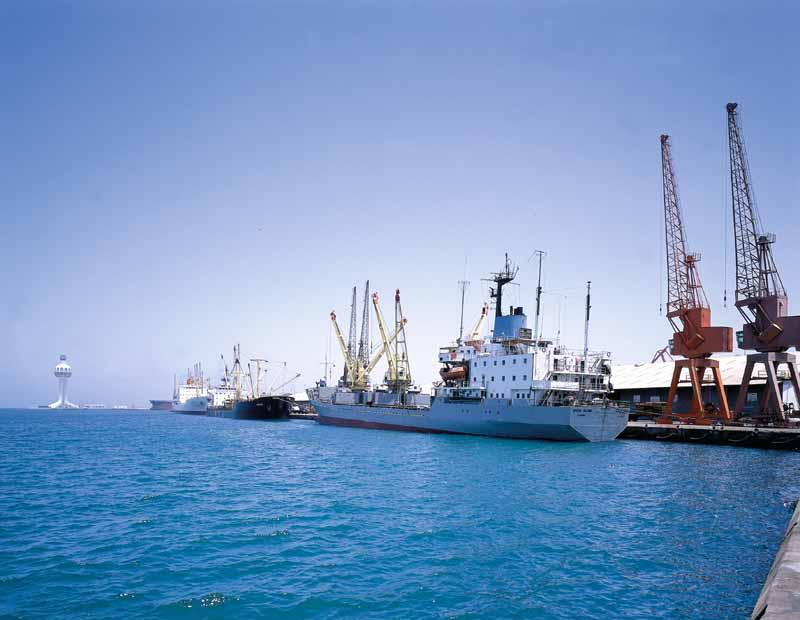
Port morski i najwyższa na świecie latarnia morska
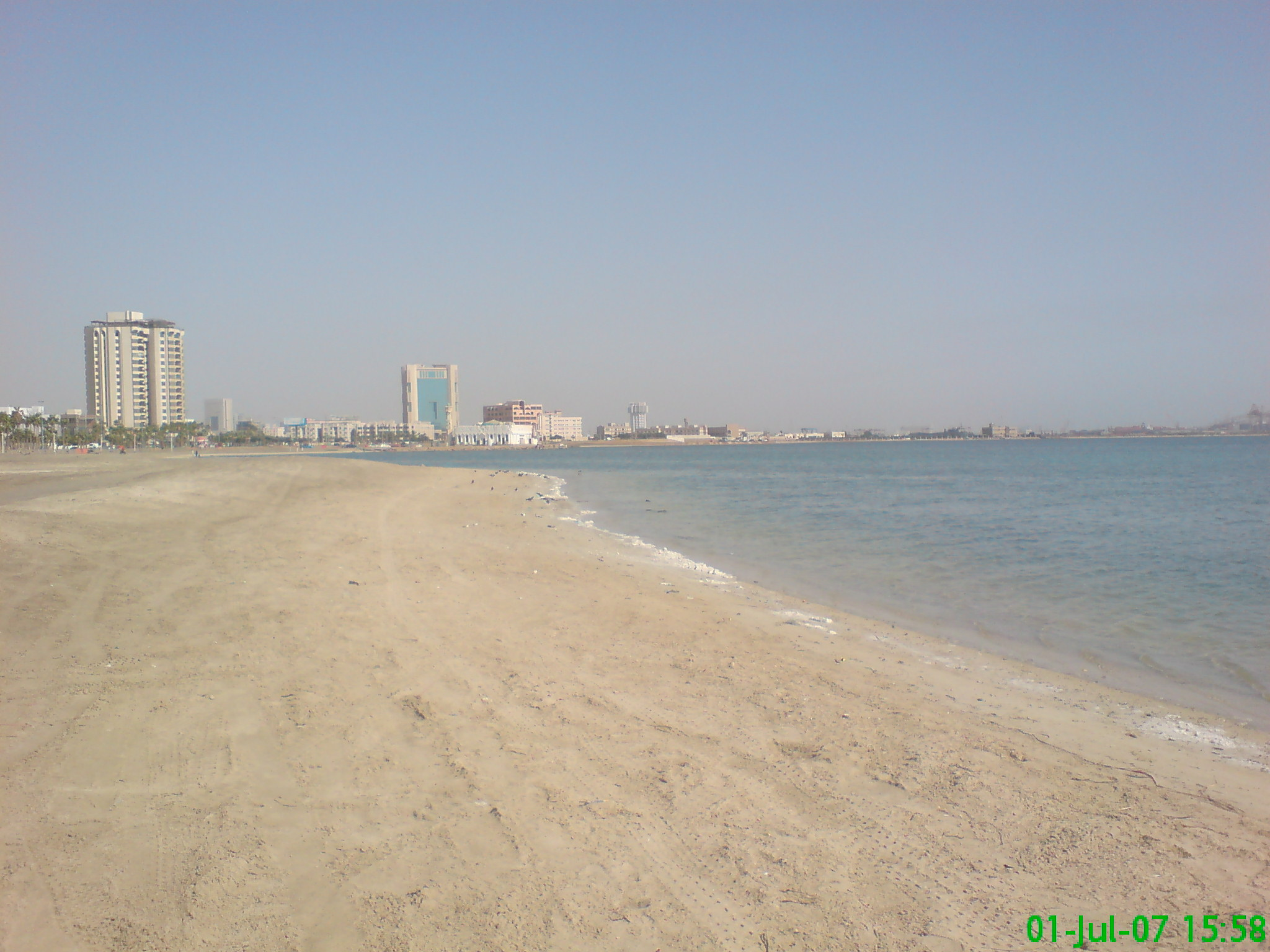
Plaża w Dżuddzie
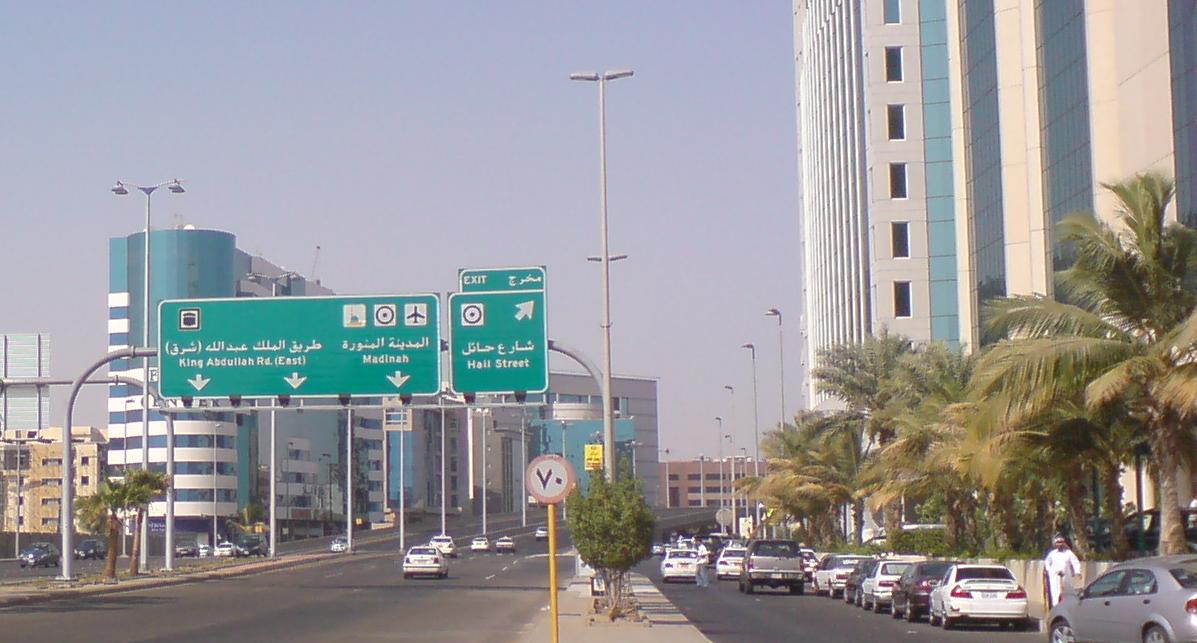
Ulica Króla Abdullaha
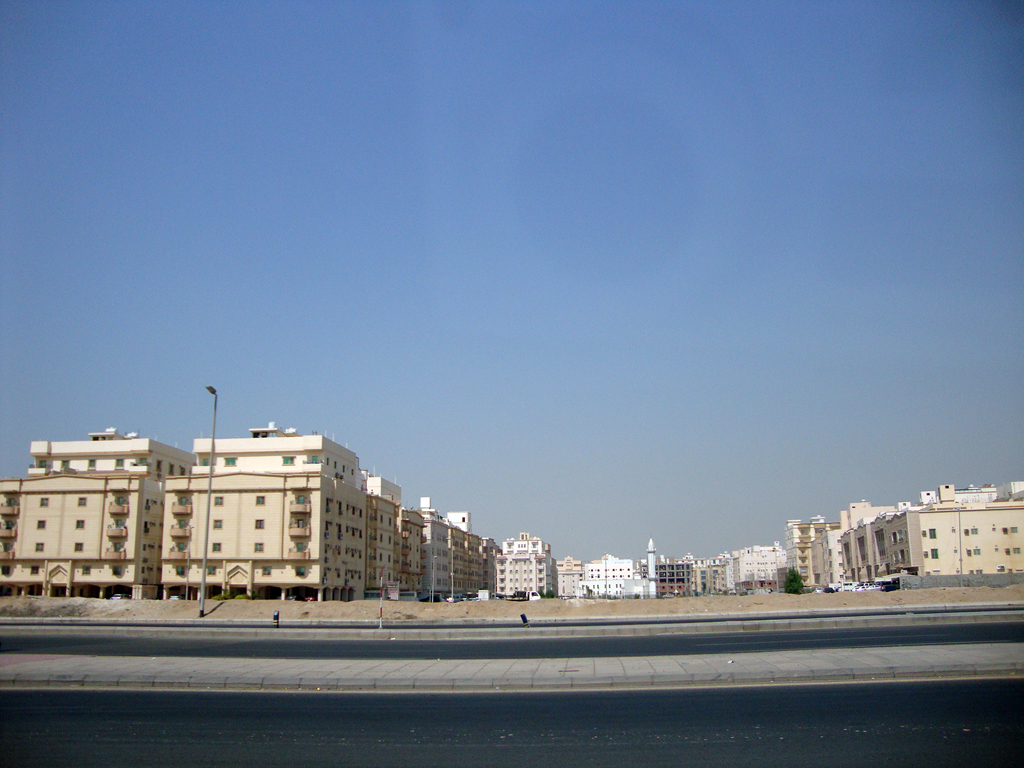
Nowe osiedla w Dżuddzie
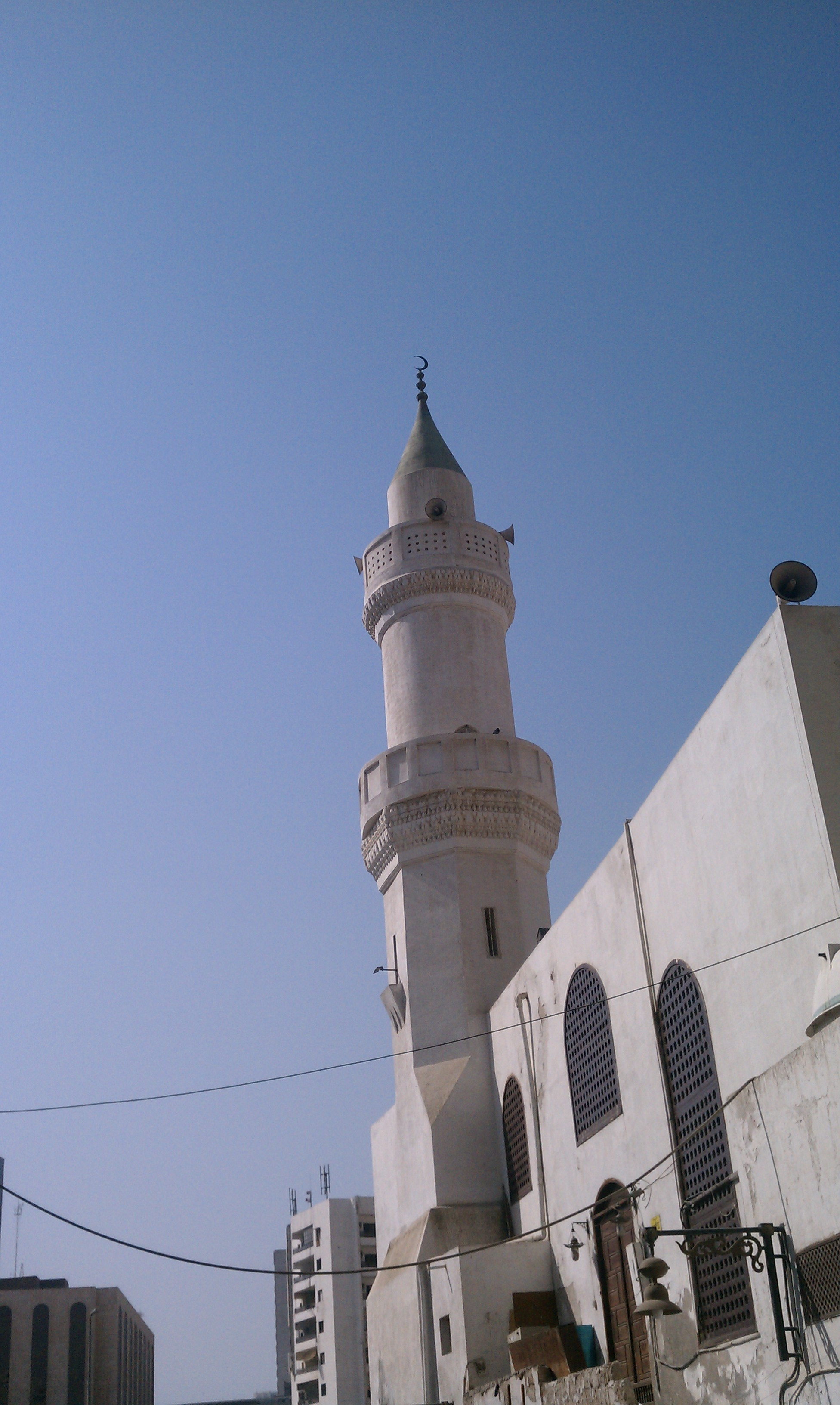
Minaret przy targowisku

## Miasta partnerskie
Miasta partnerskie Dżuddy:
- Adana (Turcja)
- Aleksandria (Egipt)
- Ałmaty (Kazachstan)
- Amman (Jordania)
- Baku (Azerbejdżan)
- Casablanca (Maroko)
- Dubaj (ZEA)
- Dżakarta (Indonezja)
- Johor Bahru (Malezja)
- Kair (Egipt)
- Karaczi (Pakistan)
- Kazań (Rosja)
- Mary (Turkmenistan)
- Odessa (Ukraina)
- Osz (Kirgistan)
- Płowdiw (Bułgaria)
- Rio de Janeiro (Brazylia)
- Petersburg (Rosja)
- Shimonoseki (Japonia)
- Stambuł (Turcja)
- Stuttgart (Niemcy)
- Strasburg (Francja)
- Xi’an (Chiny)